# Jaroslav Just
Jaroslav Just (ur. 6 lutego 1883 w Pradze, zm. 5 sierpnia 1928 tamże) – czeski tenisista reprezentujący Królestwo Czech i Czechosłowację. Startował na igrzyskach w Sztokholmie (1912) i Antwerpii (1920), gdzie startował w turniejach singlowych i deblowych.

## Występy na letnich igrzyskach olimpijskich

### Turnieje singlowe
| Igrzyska | Konkurencja                     | 1/128 finału | 1/64 finału         | 1/32 finału     | 1/16 finału     | Ćwierćfinał     | Półfinał        | Finał/Mecz o trzecie miejsce | Klasyfikacja końcowa |
| Igrzyska | Konkurencja                     | Rywal        | Rywal               | Rywal           | Rywal           | Rywal           | Rywal           | Rywal                        | Klasyfikacja końcowa |
| -------- | ------------------------------- | ------------ | ------------------- | --------------- | --------------- | --------------- | --------------- | ---------------------------- | -------------------- |
| LIO 1912 | Turniej singlowy (kort otwarty) | Walkower     | Robert Spies P 2:3  | → Nie awansował | → Nie awansował | → Nie awansował | → Nie awansował | → Nie awansował              | Miejsca 33-64        |
| LIO 1912 | Turniej singlowy                |              | Manuel Alonso P 1:3 | → Nie awansował | → Nie awansował | → Nie awansował | → Nie awansował | → Nie awansował              | Miejsca 33-64        |

### Turnieje deblowe
| Igrzyska | Konkurencja                             | Partner        | 1/32 finału                | 1/16 finału                   | Ćwierćfinał              | Półfinał                    | Finał/Mecz o trzecie miejsce | Klasyfikacja końcowa |
| Igrzyska | Konkurencja                             | Partner        | Rywal                      | Rywal                         | Rywal                    | Rywal                       | Rywal                        | Klasyfikacja końcowa |
| -------- | --------------------------------------- | -------------- | -------------------------- | ----------------------------- | ------------------------ | --------------------------- | ---------------------------- | -------------------- |
| LIO 1912 | Turniej deblowy mężczyzn (kort otwarty) | Ladislav Žemla | W. Stibolt B. Angell W 3:0 | R. Peterson C. Langaard W 3:0 | R. Spies L. Heyden W 3:0 | H. Kitson Ch. Wonslow P 1:3 | A. Canet É. Mény P 0:3       | 4. miejsce           |
| LIO 1920 | Turniej deblowy                         | Bohuslav Hykš  |                            | F. Blanchy J. Brugnon P 0:3   | → Nie awansowali         | → Nie awansowali            | → Nie awansowali             | Miejsca 9-16         |